# Deforestación en Paraguay

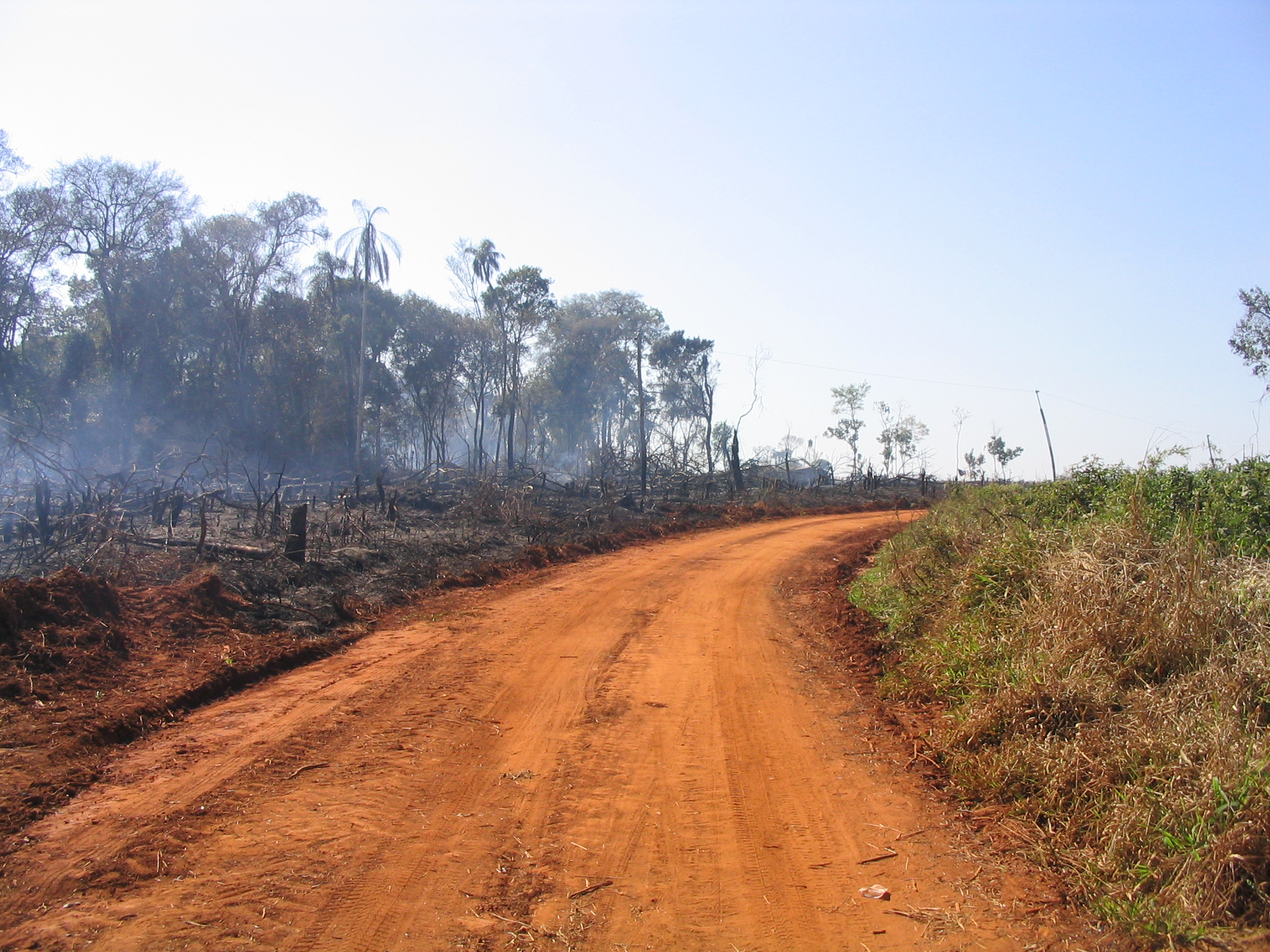
Efectos negativos causados por la deforestación en Paraguay

La deforestación en Paraguay es el proceso de destrucción o agotamiento de la superficie forestal de los bosques de Paraguay. Entre 1970 y los 2000, Paraguay perdió más del 50% de su cobertura forestal correspondiente al bosque atlántico. La deforestación también avanza en la zona del Alto Paraguay, donde en el período 2007-2012 se perdió la mayor parte de la superficie boscosa. En el período entre 2000-2015 se perdieron en promedio más de 330.000 hectáreas por año, contabilizando casi 5 millones de hectáreas deforestadas en el período.
Paraguay es el segundo país sudamericano que presenta mayor deforestación según mediciones de Global Forest Watch, con menor superficie que otros países del continente los supera en los índices de deforestación.
En el año 2004, se sancionó la Ley N° 2524 de Deforestación Cero, que prohibió la deforestación en la Región Oriental. En el 2020, la ley se prorrogó por diez años más.

## Causas
Las principales causas de la deforestación en Paraguay son el avance de la frontera agrícola y la ganadería y en menor medida el desarrollo urbano en ciertos departamentos. La deforestación en Paraguay está en parte impulsada por el proceso de sojización. Como causas indirectas de la deforestación, se observa un bajo grado de institucionalidad y dificultades para concretar los planes de ordenamiento territoriales.

## Normatividad
Aunque existe legislación nacional que prohíbe la deforestación en la región oriental del país, el 61% del territorio paraguayo corresponde a su región occidental, en la que los eventos de deforestación desaparecieron 3.5 millones de hectáreas de bosque entre 1984 y 2002.

## Impactos
La deforestación en Paraguay contribuye con las emisiones de gases de efecto invernadero. Se estima que en el período 2000-2015, la deforestación generó emisiones por 58.763.376,14 tn de CO2 eq al año, por un total de 881.450.642,15 toneladas de emisiones totales para el período. La pérdida de hábitats provocada por la deforestación amenaza la biodiversidad del país. En ciertas regiones, la deforestación aumenta la vulnerabilidad al cambio climático de las poblaciones.